# Héraclius Ier (roi de Kakhétie)
Héraclius Ier (en géorgien : ერეკლე I, Erekle I) ou  Nazar Alī Khān (ნაზარალი-ხანი ; 1642–1709) est un roi de la dynastie des Bagrations qui règne sur le royaume de Kakhétie de 1675 à 1676 et de 1688-1703, et sur celui de Karthli de 1688 à 1692 et de 1695 à 1703.

## Biographie

### Origine familiale
Nicolas, le futur Héraclius Ier de Kakhétie, est le fils du prince David, fils et héritier de Teïmouraz Ier, tué en 1648 lors de la bataille de Magharo, et de son épouse la princesse Hélène Diasamidzé.
Après la mort de son père, il est envoyé par son grand-père à la cour des Romanov à Moscou, où il est élevé sous le nom de tsarévitch Nicolas Davidovitch (en russe : царевич Николай Давыдович), pendant que la Kakhétie est gouvernée par un vice-roi iranien.
En 1664, il retourne en Kakhétie et tente d’obtenir le trône mais il est défait par son rival le roi Artchil Ier, qui bénéficie de l’appui de son père le roi Vakhtang V, fidèle vassal du shah séfévide. Le futur Héraclius Ier retourne alors en Russie où il bénéficie des faveurs du tsar Alexis Mikhailovitch.

## Roi de Kakhétie et de Karthli
En 1675, il obtient du shah la reconnaissance de ses droits sur la Kakhétie et remplace Artchil Ier, qui a entre-temps épousé sa sœur la princesse Khétévan pour tenter de légitimer son accession au trône de Kakhétie. Toutefois, Héraclius Ier refuse d’adopter l’islam et il est chassé de Kakhétie dès l’année suivante. L'administration du pays est alors confiée à des vice-rois iraniens.
En 1688, pour obtenir sa reconnaissance du Chah comme roi de Karthli au détriment de Georges XI de Karthli, le frère d’Artchil Ier, jugé peu sûr, Nicolas accepte cette fois formellement l’islam sous le nom de « Nazar Alī Khān », alors qu’il se fait reconnaître par ses sujets chrétiens sous celui d’Héraclius Ier.
Héraclius Nazar Alī Khān, élevé à la cour du tsar de Russie, a une idée assez vague des règles de la politique et des mœurs des Géorgiens, et il s’aliène rapidement les nobles qui apprécient peu son désir de modifier les antiques règles qui régissent le gouvernement. De son côté, Georges XI de Karthli ne tarde pas à rentrer rapidement en grâce auprès du Chah, qui lui octroie le titre de « gouverneur général de la Géorgie » de 1692 à 1695, réduisant ainsi la royauté d’Héraclius Ier à peu de chose.
En 1703, le Chah Hussayn rend le titre de roi de Karthli à Georges XI mais ne lui permet pas de retourner dans son royaume car il lui confie une armée destinée à combattre la révolte des Afghans. Georges XI fait alors administrer son royaume par son frère Levan de Karthli.
En compensation, Héraclius Ier se voit également reconnaître une nouvelle fois le trône de Kakhétie, mais il n’est pas autorisé à rentrer dans son pays, qui est confié à son fils aîné David Imām Qoulī Khān. Ce dernier gouverne le pays avec le titre de Vali pendant qu’Héraclius se retire à Ispahan en Iran, où il meurt en 1709. Il est ensuite inhumé dans la cathédrale Saint-Georges d'Alaverdi.

## Unions et descendance
Héraclius Ier a épousé en 1677 à Ispahan Ana, fille du prince Shirmazan Irubakidzé, morte avant 1716 comme nonne sous le nom d'Anastasia, dont :
- David II Imām Qoulī Khān ;
- Démétrè ;
- Teimouraz II ;
- Isla-Mirza, né en 1685 ;
- Reza Quli Mirza, mort en 1730 ;
- Mustafa Mirza ;
- Irakli, né le 23 juin 1695 à Tiflis, mort le 10 septembre 1757 à Moscou ;
- Kéthévane (morte en 1740), épouse d'Abel Andronikachvili, prince de Kizik ;
- Khwarashan (morte en 1732), épouse de Garsevan Iroubakidzé, prince de Sacholokao ;
- Eleni-Elizabed, épouse du roi Jessé Ier Ali Qoulī Khān.

D'une concubine inconnue, Héraclius laisse également plusieurs enfants, dont :
- Constantin II Mahmoud Qoulī Khān ;
- Kéthévane Khanum, épouse du prince Georges Bagration.

## Sources
- Cyrille Toumanoff, Les dynasties de la Caucasie chrétienne de l'Antiquité jusqu'au XIXe siècle : Tables généalogiques et chronologiques, Rome, 1990, p. 163-164.
- Alexandre Manvélichvili, Histoire de la Géorgie, Nouvelles Éditions de la Toison d'Or, Paris, 1951.